# مديرية جبل حبشي

تعديل مصدري - تعديل

مديرية جبل حبشي إحدى مديريات محافظة تعز. بلغ عدد سكانها 119818 نسمة عام 2004.

## الموقع
تقع في إطار الجزء الأوسط لمحافظة تعز.
- الحدود: شمالها : مديريتا التعزية ومقبنة
- جنوبها: مديرية المعافر
- شرقها: مديريات صبر الموادم ، المسراخ ، والمعافر
- غربها: مديرية مقبنة
- المساحة : 309 كم2
- السكان : 119.221 نسمة
- الكثافة السكانية : 385 /كم2

## التقسيم الإداري

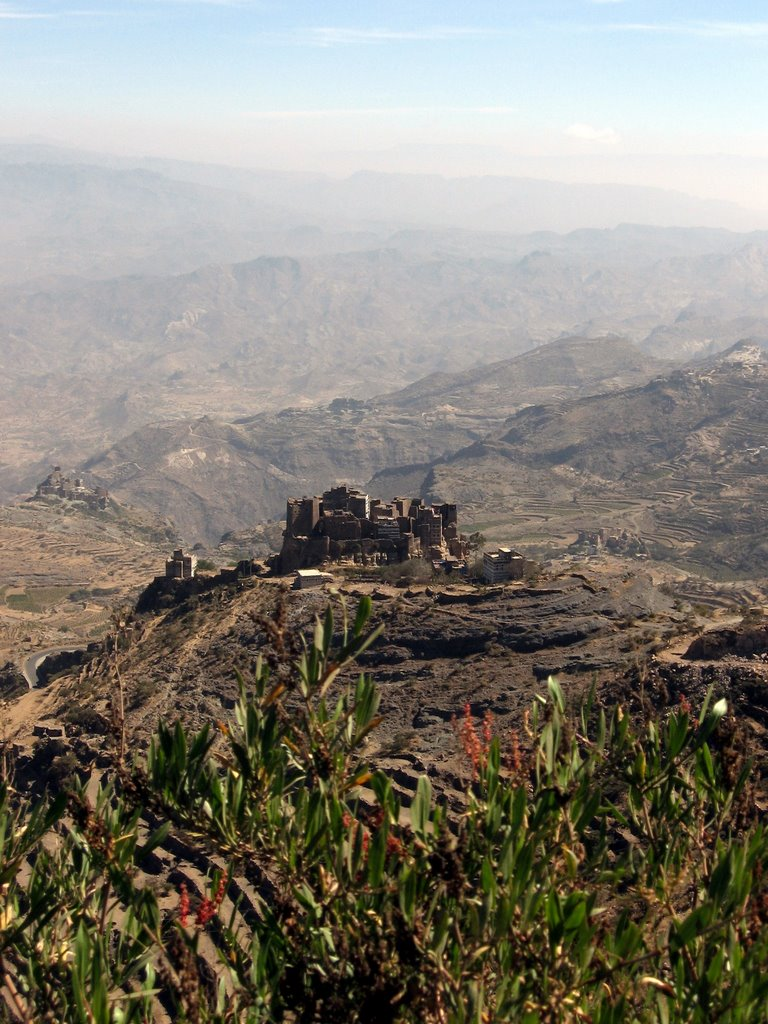
جبال حراز

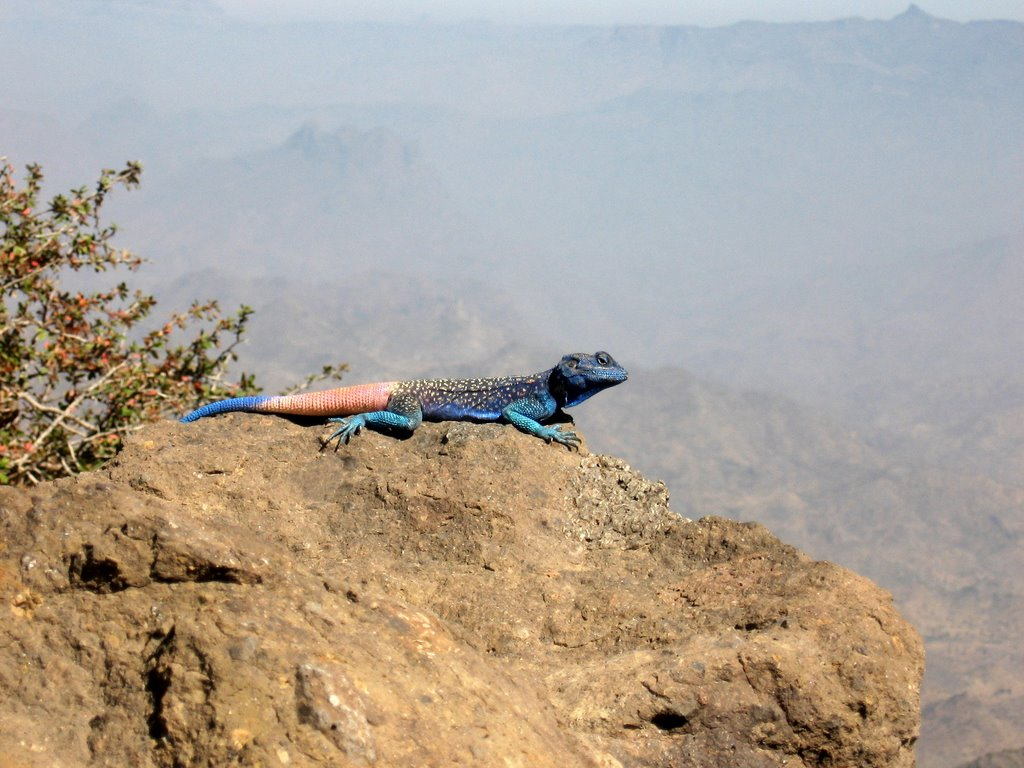
حرباء في أحد جبال حراز

تتكون إدارياً من (13) عزلة تتوزعها(106 قرى+869 محلة)، وهي مديرية متباينة المساحة والسكان حيث تعتبر عزلة (بلاد الوافي) أكثرها سكاناً (19.658 نسمة) وفيها(11 قرية+117 محلة) والمساحة (56.9 كم2)- حسب تعداد 2004 م – بينما أصغرها عزلة نمرة (2452 نسمة) وفي هذه المديرية (205 قرى+1005 محلة)..
- يقع مركز المديرية في مدينة يفرس.
- بقية العزل هي : بني عيسى، يفرس، الحقل، القحاف، المراتبة، الجبل، البريهة، وادي بني خولان، الشراجة، بني بكاري، عدينة..

## المواقع والمزارات الأثرية والتاريخية والسياحية
أهمها على الإطلاق هو مزار وجامع الشيخ الصوفي الأشهر / أحمد بن علوان – والسد الذي بجانبه والذي تصل إليه المياه بواسطة قنوات خاصة من المرتفعات الجبلية المحيطة به، والتي لا تزال قائمة منذ مئات السنين.. وهناك حمام ساخن بجانب الجامع..
- كما توجد عدد من الحصون والقلاع في عزل : الجبل، الشراجة، المراتبة، بني عيسى، وقرية رهبة.. وحصن الوافي وفيها ضريح العلامة الشيخ حسان بن سنان في قرية الصراهم من جهة القبلة

## الأنشطة والمقومات الاقتصادية للسكان
يعتمد معظم سكان المديرية على عائدات الزراعة الموسمية وجزء منهم يعتمدون على الرعي وتربية الحيوان، والبعض يعملون في زراعة وتسويق القات .. بينما جزء آخر يعتمدون على تحويلات أقربائهم المغتربين خارج الوطن.. وكذا يعتمد البعض على الأنشطة الاقتصادية الصغيرة الأخرى.. وجزء منهم يعملون في وظائف حكومية خاصة.. وبذلك فإن الحالة الاقتصادية العامة للمديرية متوسطة..

### الإنتاج الزراعي
أزداد النشاط الزراعي في الأونة الأخيرة بشكل ملحوظ نتيجة لعدة عوامل منها حفر العديد من الأبار المائية في عدد من القرى والعزل، وتشجيع الزراعة من خلال إنشاء الجمعيات الزراعية التعاونية لتزويد المزارعين بالأسمدة والمبيدات والبذور والدعم المادي المناسب كما أن ارتفاع أسعار بعض المنتجات المهمة مثل الطماطم والبطاطس والخيار والحبوب وغيرها والتي تدر ارباحا كبيرة على المزارعين ساعد في تطوير نشاط الزراعة الريفية بشكل ملحوظ إلى جانب ذلك فإن الأرض تتمتع بخصوبة وهي مناسبة للزراعة بشكل عام وإليكم بعض المنتجات الزاعية التي تزرع في المديرية:
- الحبوب : الذرة الحمراء والبيضاء والصفراء(الغرب) والرومي (الهند الأبيض والأحمر).. في معظم قرى وعزل المديرية .. كما تتم زراعة الدخن بكميات متوسطة.. ويعتبر محصول الحبوب من المحاصيل الموسمية، ويكثر إنتاجه في المساحات الزراعية المستوية، والواقعة على جوانب الأودية، بالإضافة إلى المدرجات الجبلية..
- الخضروات والفواكه : الطماطم، البصل، البطاط، الكوسة، البسباس، الخيار البطاطس في عزل وادي بني خولان، ويفرس، والشراجة وقرية رهبة في عزلة القحاف..
- المحاصيل النقدية : السمسم، بكميات بسيطة جداً في عزلة الشراجة (قرية عرشان) فقط..
- زراعة القات : تتم زراعته في مدرجات وبعض قرى عزل الجبل، والبريهة، والحقل، وبني عيسى وبلاد الوافي، وبني البكاري، والشراجة، والقحاف، وذلك بكميات بسيطة..

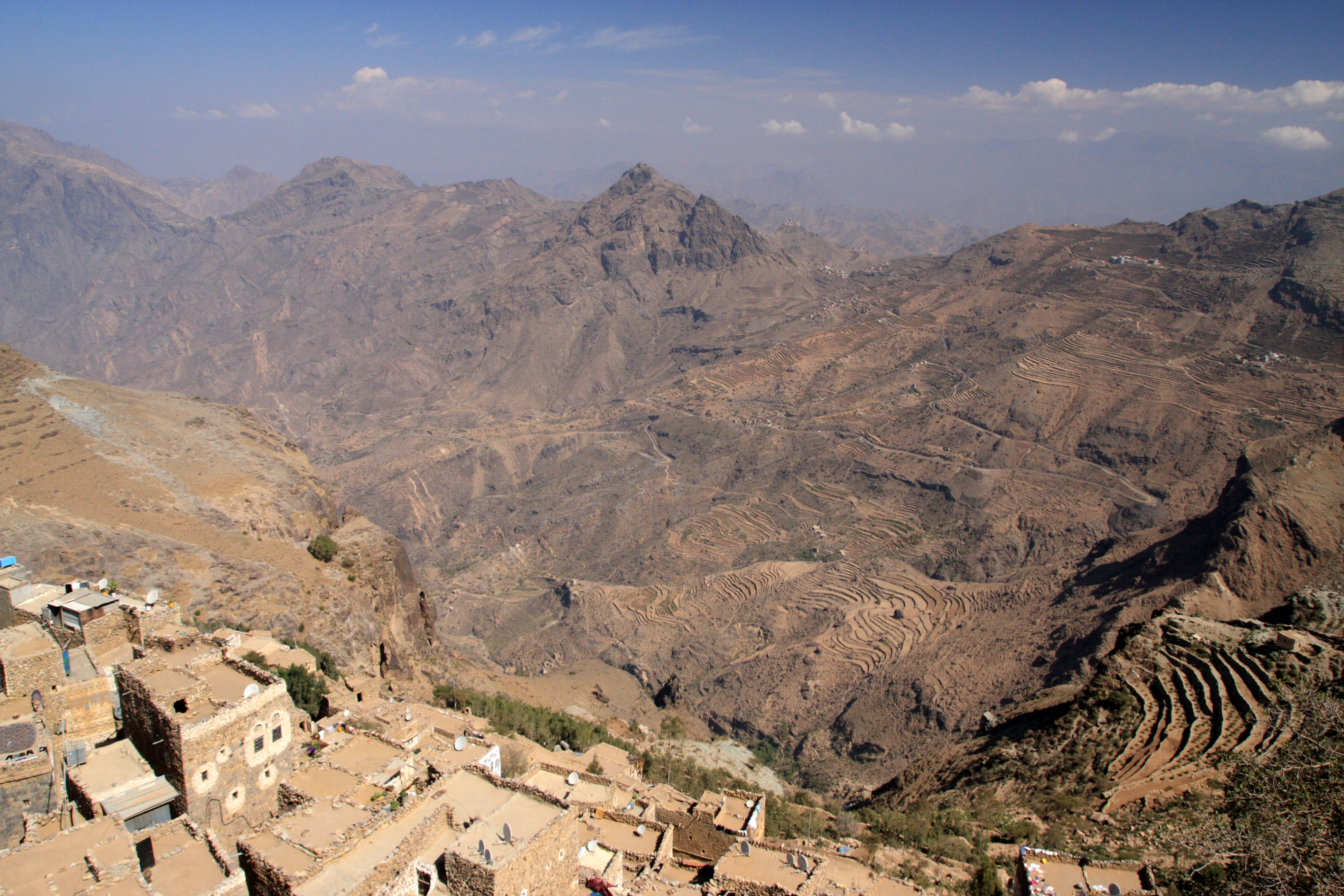
جبال حراز

### الرعي وتربية الحيوانات
يتم تربية الماعز، الضأن، بكميات لا بأس بها.. بينما تتم تربية الأبقار والدواجن منزلياً، للاستهلاك الذاتي كما يتم بيع القات العراري والقات الجيلي المبرح والقات العصواني وقات البرحات.. وكذالك توجد قبة عدينه في عزلة عدينه